# Vladimir Weigl
Vladimir Weigl (* 28. Juli 1950 in Bukarest) ist ein deutscher Film-, Fernseh- und Theaterschauspieler.

## Leben
Weigls Vater, der Psychologe und Sprachforscher Egon Weigl (1901–1979), floh 1933 vor den Nationalsozialisten aus Berlin nach Bukarest und heiratete dort nach dem Krieg Irina Weigl, geb. Herscovici (* 1922 in Bacău, Rumänien; † 2019). 1961 kehrte Egon Weigl auf Anraten seiner Cousine Helene Weigel, der Witwe Bertolt Brechts, mit seiner Familie nach Deutschland, in die DDR zurück. Dort arbeitete er an der Charité und der Akademie der Wissenschaften der DDR.
Vladimir Weigl absolvierte eine Schauspielausbildung und heiratete 1972 die Schauspielerin Katharina Thalbach; aus dieser Ehe ging die Schauspielerin Anna Thalbach hervor. 1973 wurde die Ehe wieder geschieden.
Infolge der Ausbürgerung Wolf Biermanns übersiedelte er 1976 nach West-Berlin.
Weigl ist Mitglied der Deutschen Filmakademie. 1988 wurde er mit dem Bundesfilmpreis ausgezeichnet.
Vladimir Weigls Schwester Sanda Weigl ist ebenfalls Schauspielerin und Sängerin.

## Filmografie (Auswahl)
- 1979: David
- 1979: Tatort: Gefährliche Träume
- 1981: Der Fall Maurizius
- 1983: Die Geschwister Oppermann
- 1988: Das Mikroskop
- 1995: Polizeiruf 110: Schwelbrand
- 1995: Tatort: Ein ehrenwertes Haus
- 1999: Knockin’ on Heaven’s Door
- 1998: Der Eisbär
- 2000: Jetzt oder nie – Zeit ist Geld
- 2001: Venus.de – Die bewegte Frau
- 2010: Max Schmeling
- 2018: Klassentreffen 1.0

## Auszeichnungen
- 1988 Filmband in Gold für seine Darstellerische Leistung als Hauptdarsteller in Das Mikroskop